# Hans von Oldershausen
Hans Freiherr von Oldershausen (* 8. Februar 1876 in Greifswald; † 12. Februar 1956 auf Gut Förste bei Osterode am Harz) war ein preußischer Verwaltungsjurist, Oberregierungsrat und Landrat.

## Leben
Hans von Oldershausen studierte Rechtswissenschaften. An der Universität Heidelberg wurde er 1898 Mitglied des Corps Saxo-Borussia. Er arbeitete seit 1901 als Gerichtsassessor und wurde 1906 Regierungsassessor beim Landrat in Groß-Wartenberg. 1909 wirkte er an der Regierung in Hannover, dann 1911 beim Oberpräsidium in Hannover. Am 16. Juni 1917 wurde er zum Landrat im Kreis Duderstadt und 1927 zum kommissarischen Landrat im Kreis Weener ernannt. Im gleichen Jahr war er ebenfalls im Kreis Marienwerder kommissarischer Landrat. Danach wechselte Freiherr von Oldershausen als Oberregierungsrat  wieder zurück an die Regierung in Hannover. 1933 bis 1945 amtierte er wieder als Landrat, diesmal im Landkreis Hannover. 
1918/1919 war er Mitglied des Provinziallandtags Hannover.
Hans von Oldershausen war zudem Ehrenritter im Johanniterorden.
Mit seinem Tod ist die Linie Förste der Familie von Oldershausen erloschen.